# Flood (Halo)

Master Chief lutando contra o Flood

O Flood é uma espécie fictícia de parasitas alienígenas da série de videojogos Halo, criada pela Bungie. Eles são introduzidos no primeiro jogo da série, Halo: Combat Evolved como um inimigo secundário a ser enfrentado, ao lado dos Covenant; eles retornam nas sequências do jogo, Halo 2, Halo 3, Halo Wars, e como um modo de jogo em Halo 4. O Flood se alimenta de qualquer forma de vida consciente com um mínimo de habilidade cognitiva, fazendo-os uma praga de difícil erradicação. O parasita só foi freado devido à ação dos Forerunner, que não viram opção além de matar todas as formas de vida sencientes (incluindo eles mesmos), visando fazer a praga passar fome até sua erradicação.  
O design e a história do Flood foram encabeçados pelo artista da Bungie Robert McLees, que utilizou conceitos descartados do jogo anterior da empresa, Marathon 2. O anel Halo foi despojado de muitas de suas grandes criaturas para fazer a aparição do Flood mais surpreendente. O artista de ambientação da Bungie, Vic DeLeon, passou seis meses de pré-produção para desenvolver a estética carnuda da praga e para criar a aparência orgânica do interior da nave infestada pelo Flood, de Halo 3. 
A descoberta do Flood pelo jogador, em Halo: Combat Evolved é um grande plot twist, e foi uma das surpresas da campanha mais bem avaliadas pelos críticos. O retorno do Flood em Halo 2 e Halo 3 foi elogiado com menos entusiasmo. A reação ao Flood variou ao longo dos anos; enquanto alguns o achavam um elemento cliché da ficção científica, outros os consideram como um dos maiores vilões de todos os tempos.

## Desenvolvimento

Arte conceitual de um Flood

O Flood foi adicionado no começo da produção de Halo: Combat Evolved, antes do jogo mudar do Macintosh para o Xbox. Um design pra uma forma do Flood apareceu em 1997. Comentando sobre o conceito do Flood, um membro da equipe da Bungie, Chris Butcher, observou que "a ideia por trás do Flood como uma praga que destruiu um grande império que se expandia pela galáxia é um conceito básico de uma boa ficção científica. Sim, e ficção ruim também." Outra inspiração foi a série The Vang, de Christopher Rowley. O projeto inicial para o Flood foi feito por Robert McLees, que se considera "o arquiteto" do Flood; as raízes do Flood são refletidas na arte conceitual de um "zumbi fúngico" que McLees fez para o jogo anterior da Bungie, Marathon 2: Durandal. McLees também fez toda a arte conceitual inicial para o Flood.
Com base no comportamento de vírus e bactérias, o objetivo de seu design era ser "nojento e desagradável". As criaturas se constroem a partir de cadáveres e corpos de ex-combatentes, assim, os artistas tiveram que se certificar de que os soldados do Flood fossem reconhecidos o suficiente ao alterar a sua silhueta, para diferenciá-los dos não infectados. Muitos conceitos e idéias foram descartados devido a restrições de tempo—inicialmente, o Flood poderia transformar qualquer espécie do Covenant em formas de combate. "Nós não tínhamos os recursos para fazer isso acontecer", ressaltou McLees, então, eles modificaram as capacidades de infecção da praga. Na mudança, certas raças da aliança eram muito frágeis ou pequenas de mais para serem convertidas em formas de combate. Uma outra ideia descartada foi a de que os Halo teriam criaturas terrestres com aparência de dinossauro, mas esse conceito foi descartado devido restrições na jogabilidade. Outro motivo para sua retirada foi que a Bungie, notou que a presença de outras espécies nativas iria diluir o impacto e a surpresa do Flood.
Em Halo 3, foi decidido que uma nova linguagem visual para o Flood era necessária. A tarefa de desenvolver as novas formas do Flood, as áreas com ambientação orgânica devido infestação do território, e outras diversas alterações foram de Vic, DeLeon, Artista Sênior de Ambiente da empresa. Com a adição de formas mutáveis em Halo 3, a única restrição sobre as novas adições sobre a imaginação do designer foi que o Flood alteraria o DNA de suas vítimas pela digestão.
Os primeiros conceitos do que posteriormente se chamaria "formas puras" da raça incluía as criaturas empunhando uma variedade de armas através de tentáculos, enquanto formas como o Flood Infector e o Transport Flood de conceitos nunca tinham essa capacidade no jogo final. As estruturas infestadas pelo Flood foram projetadas como angulares para contrabalancear a biomassa do Flood. Novas adições foram projetados para serem de multi-propósito; explodir "growth pods'' que jogam formas de infecção do Flood foram adicionados ao jogo, para ajustar o ritmo, fornecer mais ação e contribuir aos visuais. Imagens endoscópicas forneceram
inspiração para criá-las. Bungie usou a maior capacidade gráfica de Halo 3 para fazer uma súbita transformação da forma do Flood, para ficar mais dramática; dois diferentes modelos de personagens e esqueletos foram fundidos e trocados em tempo real.

## Aparições

### Halo: Combat Evolved
O Flood fez a sua aparição repleta de surpresa na metade da campanha de Halo: Combat Evolved, durante a missão "343 Guilty Spark". Master Chief é enviado em uma missão de extração pela inteligência artificial Cortana para encontrar o Capitão Jacob Keyes, que desapareceu em um pântano enquanto procurava um esconderijo de armas para combater o Covenant. Master Chief descobre que o Covenant liberou o Flood acidentalmente, e a grande quantidade do parasita sobrecarregou Keyes e seu esquadrão. O esquadrão é derrotado e seus soldados são infectados, enquanto Keyes é interrogado pelo parasita, em uma tentativa de descobrir a localização da Terra. Keyes com êxito resiste, mas é infectado pela praga antes de Master Chief, poder resgatá-lo. O surgimento do Flood sobre o mundo de anel faz com que o monitor de Halo, 343 Guilty Spark, apareça e peça a ajuda de Master Chief, na ativação das defesas do Halo e prevenir a expansão do Flood. Quando Master Chief aprende sobre a devastação que o Halo teria para a humanidade e todas as outras formas de vida sencientes ele destrói os motores da nave humana Pilar de Outono no intuito de destruir o anel, impedindo avanços da torrente e salvando toda a vida da galáxia de sua aniquilação.
O Flood é descrito como tendo um complexo ciclo de vida. As formas de infecção da torrente são formadas sem a utilização de biomassa de outras espécies. A forma de infecção procura hospedeiros vivos ou mortos, possuindo unidades de espinhos afiados para se infiltrar em seu sistema nervoso. O hospedeiro fica incapacitado enquanto a forma de infecção começa o processo de mutação, trazendo o infectado ao controle do Flood. Dependendo do tamanho e da condição do corpo, a forma de infecção formulário transforma o hospedeiro em outras formas do Flood. Os maiores hospedeiros são transformados em formas de combate, ocorrendo um crescimento de longos tentáculos semelhantes a chicotes, enquanto hospedeiros com menos condições físicas são transformados em incubadoras para formas de infecção. O Flood também cria formas não adequadas para combate, que tem função de interrogar e retirar informações das mentes de suas vítimas ou servir como uma inteligência central (chamada de Gravemind) para comandar a infestação.

### The Halo Graphic Novel
O livro de 2006 The Halo Graphic Novel expande o Flood do lançamento de Halo em duas histórias. A primeira, Last Voyage of the Infinite Succor, se passa ao mesmo tempo em que Master Chief procura Keyes durante Halo: Combat Evolved. O Flood pilota uma cápsula de fuga do Covenant para fora do Halo, e desembarca no hangar de uma nave agrícola da aliança, Infinite Succor. Tendo assimilado com êxito a maior parte do Covenant e da vida selvagem a bordo do navio, o Flood é interrompido por uma equipe de ataque liderada por Rtas ´Vadumee, que põe o navio em curso para o sol mais próximo. A segunda história, Breaking Quarentine, conta a fuga do Sargento Avery Johson, das garras do Flood, imediatamente após a equipe de Keyes ser devastada em Combat Evolved. Devido a uma condição médica, os parasitas não puderam infectar Johnson, tentando matá-lo em vez disso. Enquanto que é apenas sugerido que o Flood possui inteligência em Halo: Combat Evolved, a Graphic Novel mostra que o Flood tem uma mente coletiva, assimilando o conhecimento de seus hospedeiros rapidamente. Lee Hammock, autor de The Last Voyage of the Infinite Succor, descreveu a base da história como uma maneira de mostrar o verdadeiro perigo do Flood como um ser inteligente, em vez de algo que o jogador só encontra e atira. Hammock também afirmou que a história provaria a natureza inteligente do Flood, "espero que seja sacrificada a ideia de que eles são apenas zumbis espaciais".

### Halo 2eGhosts of Onyx
O Flood fez seu retorno em Halo 2, depois de ser solto em uma instalação Forerrunner perto do Halo, e na Instalação 05 ou "Delta Halo". O Flood no Delta Halo foi guiado pelo Gravemind, uma enorme criatura que habita nas entranhas do anel. Gravemind traz Master Chief e o Árbitro e dá a eles a tarefa de parando a liderança do Covenant de ativar o anel. Entretanto, Gravemind infesta a nave humana In Amber Clad e a joga na estação espacial Covenant High Charity. Lá, o Flood varre a cidade, antes de Gravemind aparecer e fazer perguntas a Cortana. Como o Flood espalhou-se pelo Halo e infectou High Charity em Halo: Ghosts of Onyx, o Covenant formou um bloqueio, em um esforço para impedir que o parasita saia de sua prisão.

### Halo 3

Grupo do Flood em Halo 3

O Flood reaparece na missão Halo 3 "Floodgate", a bordo de uma nave danificado que escapa da quarentena em torno do Delta Halo. Enquanto o Flood que está na Terra é impedida pela cauterização do único local de surto, no Leste do continente Africano, Gravemind segue Master Chief e seus aliados para a Arca a bordo da infestada High Charity. Embora Master Chief e Árbitro formaram uma aliança tênue com o Flood para parar a ativação de todos os anéis do Halo, assim que a seqüência de disparo é interrompida, Gravemind os ataca. Master Chief luta contra o Flood no caminho para o centro de High Charity, libertando Cortana e destruindo a cidade, mas Gravemind tenta reconstruir-se no anel em construção pela Arca. Percebendo que ativar o anel vai destruir apenas a infestação do Flood local e poupar a vida da galáxia, o Master Chief, Árbitro, Cortana e o Sargento Johnson vão para a sala de controle do Halo, ativam o anel e escapam. Gravemind deixa o Master Chief e o Árbitro com uma advertência final de que sua derrota só retardará o objetivo do Flood de consumir toda a vida sensível. Halo 3 adicionou novas capacidades ao Flood, incluindo a capacidade do parasita infectar inimigos em tempo real. O Flood também é visto produzir uma mutável "forma pura", que pode fazer uma mutação para vários outros tipos Flood. 

### Saga Forerunner
Ele é revelado em o romance Halo: Silentium que o Flood são o que resta dos Precursores, uma raça antiga que foi dito poder acelerar a evolução de espécies e controlar a "forma de galáxias". 10 milhões de anos antes de a guerra entre o Flood e os Forerunner, os Precursores criou muitas raças, incluindo a humanidade e os Forerunner. Os Forerunner foram os primeiros dessas raças criadas, e foram outorgados, por direito de herança, com o venerável Manto da Responsabilidade, que é um conceito complexo que envolvem a preservação da vida.
Apesar de cuidadosa preparação, paciência e corretiva dos esforços dos fiscais Precursores, tornou-se evidente que os Forerunner foram irremediável e grosseiramente indigno de sua herança, a ponto de se tornar uma ameaça direta para o Manto em si. Eventualmente, os Precursores atingiram o limite de sua paciência, e determinaram que para proteger o Manto, os Forerunner devem ser reservados dele, para garantir sua proteção. No entanto, os Forerunner descobriram as intenções dos Precursores antes que elas pudessem ser realizadas, e devido à raiva da atitude tomada pelos Precursores, os caçaram até a beira de sua extinção. Os Precursores sobreviventes prosseguiram para proteger a sua própria existência, através da criação de um pó biológico que pode ser usado para reconstruir seu genoma quando fosse seguro para a sua ressurreição. No entanto, o tempo desgastou o pó, tornando suas células mutagênicas, reagindo com outros organismos vivos para produzir o que acabaria por se transformar no Flood. O único sobrevivente Precursor, que descobriu essa falha catastrófica, comentou que os Precursores destruição fosse permanente, isso era "bom" já que a falha na solução que causou o Flood garantiria que nenhuma de suas criações que ameaçam o Manto possam fazê-lo. O Flood foi desencadeado na galáxia, e seu primeiro alvo foi a civilização pré-histórica de seres humanos.

## Impacto Cultural

### Mercadorias
O Flood tem sido destaque em quatro séries de Action figure de Halo, produzido pela Joyride Studios. Para Halo: Combat Evolved, a Joyride produziu um pacotes com a Carrier Form e a Infection form. A de Halo 2 contém tanto uma Combat Form humano quanto uma Infection Form (no pacote junto com o Master Chief), que foram lançadas após o jogo. O crítico Aaron Simmer da Armchair Empire.com expressa o sentimento de que os modelos da Joyride capturou totalmente a textura e os detalhe do Flood. As figuras de ação para Halo 3 foram produzidos pela McFarlane Toys e, embora a primeira série não apresente o Flood, a terceira série apresentou uma Combat Form humana.

### Recepção crítica
A aparição surpresa do Flood durante a campanha de Halo: Combat Evolved foi visto como uma importante reviravolta e um momento assustador, mesmo depois de repetir a jogatina. Gamasutra, escrevendo sobre reviravoltas dos games, usou o exemplo do Flood não só como uma importante reviravolta para a história de Halo, mas um exemplo clássico de como os jogos e as suas histórias são mais interessantes com reviravoltas na trama. Marcos Binelli da Rolling Stone creditou a aparição do Flood como uma excelente forma de manter os jogadores imersos e entretidos, forçando-os a ajustar as suas estratégias, bem como sendo uma reviravolta tão radical "quanto se, em vários níveis de um jogo do Pac-Man, os pontos de repente começassem a atacar você".
Apesar dos elogios em Halo, a reação para a presença do Flood em Halo 2 e Halo 3 foi mista. Um painel online de críticos notaram que o Flood apareceu em Halo 2 sem razões óbvias, e foram simplesmente descritos como um "agravante" a ser combatido. Da mesma forma, críticos, incluindo Victor Godinez do The Dallas Morning News sentiu que o Dilúvio era muito derivado de outros estereótipos sci-fi, e funcionava como "zumbis do espaço". Daniel Weissenberger de Gamecritics.com observou, na sua avaliação de Halo 3 que, apesar do Flood parecer melhor do que nunca, a sua única estratégia de apressar o jogador se provou tediosa ao longo do tempo. Charile Baratt da GamesRadar listou o Flood como a pior parte de Halo, contrastando com o que ele considera níveis divertido, vibrante e aberto antes da aparição do Flood, quando ele julga que os espaços ficaram confinados e os inimigos previsíveis. O Flood tem sido reconhecido como um dos melhores vilões dos jogos. A Wizard Magazine classificou o Flood como o 77º maior vilão de todos os tempos. A Electronic Gaming Monthly classificou-o no 5º lugar de seu "Top 25 Inimigos de Todos os tempos", e no ranking da PC World o Flood foi classificado na posição 31 dos "Vilões Mais Diabólicos de Video-Game de Todos os Tempos". A MTV considerou o Flood em Halo 3 como um "grande momento dos jogos" em 2007, afirmando que "com o poder gráfico do Xbox 360, ele tem animações vividas, forma angustiante de vida, mais memorável do que ele era nos jogos anteriores. Aqui estão os zumbis dos jogos fazendo o que eles fazem pior. [...] É terrível e inesquecível." IGN listou o Flood como o 45ª maior vilão dos videogames, descrevendo-o como um dos mais odiados vilões na história dos jogos.